# Sexism

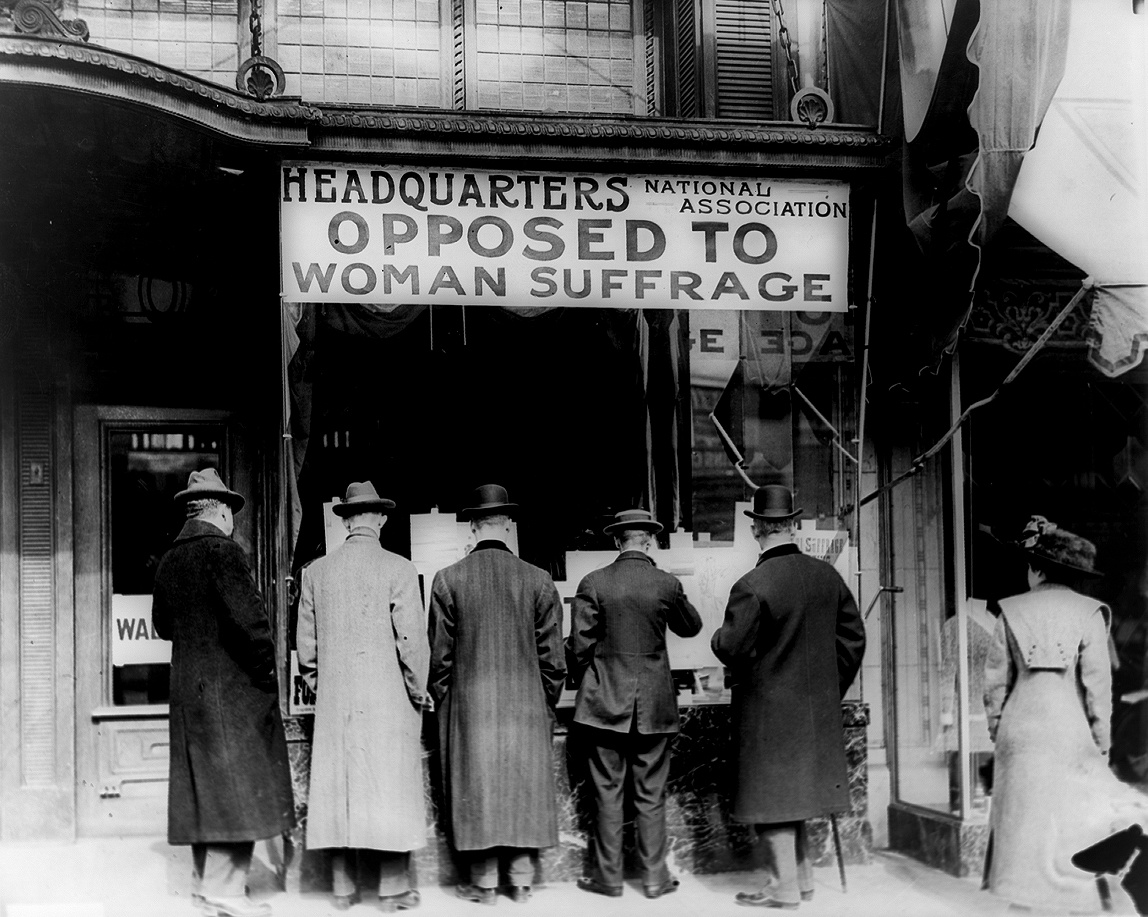
Organiserat motstånd mot kvinnlig rösträtt i USA.

Sexism (från engelskan sex, kön, och -ism, ideologisk riktning), innebär fördomsladdad diskriminering, förtryck eller utnyttjande av människor enbart på grund av könstillhörighet. Begreppet myntades av kvinnorörelsen i USA på 1960-talet som en parallellbildning till racism (rasism). Det har sedan dess varit vanligt inom olika grenar av feminismen och är även föremål för lagstiftning och används inom socialforskning.

## Definition och användning
Grunden till sexism ligger i den ideologiska eller religiösa föreställningen att naturgivna skillnader mellan könen ger dem skilda uppgifter i samhället. Förespråkare av termen sexism menar att detta i praktiken alltid leder till att ett kön underordnas, medan det andra får en förtur till maktpositioner och bättre levnadsförhållanden.
På grund av den patriarkala strukturen hos traditionella samhällen, och därav resulterande maktförhållanden, betecknade sexism ursprungligen endast diskriminering av kvinnor med samtidigt gynnande av det manliga könet. Efter millennieskiftet har dock anklagelser om diskriminering av endera kön på grund av deras könsroller – kulturellt betingade stereotyper om kvinnlighet och manlighet – blivit mer uppmärksammat. I bland annat Sverige upplevs flickor ha större handlingsutrymme i sina framtida yrkesval än pojkar.
I de västerländska kulturerna märks sedan 1990-talet ett utforskande av könsförhållanden och könsbetydelse över huvud taget. Här analyseras de könsroller som inskränker både kvinnor och män och kan göra dem båda till offer för sexism. På det samhällspolitiska planet yttrar sig detta till exempel i "gender mainstreaming" på det akademiska planet i utvecklingen ur ”kvinnoforskning” (som nästan uteslutande studerade kvinnans situation) av de nyutvecklade områdena genusvetenskap och queerteori).
Ett flertal filosofer, till exempel feministen Christina Hoff Sommers, motsäger sig idén om att uppmärksammandet av könens olikheter är jämställbart med förtryck och föreslår istället en acceptans för de olikheter mellan könen som bevisats av naturvetenskaplig forskning, och att människor kan vara "olika men jämställda".
Skandinavien har ryktet som en jämställd plats verifierat globalt av diverse nationer, och med det har Sverige en unik roll att fortsätta vara en föregångare inom främjandet av jämställdhet. Inhemskt har det däremot tillkommit rapporter om könsdiskriminering i arbetslivet, i vilket unga kvinnor sticker ut då drygt 40 procent av kvinnor mellan åldern 16-29 har uttryckt sig vara diskriminerade, motsvarande siffra för män för ålder inom samma intervall ligger vid 10 procent.
Kvinnor med samma erfarenhet och utbildning som män önskas i mindre utsträckning, med mindre lön samt given möjligehet att påverka det. Kvinnlig anställda diskrimineras alltså inom rekrytering, löneförhandlingar, utveckling av karriär och högtuppsata roller inom företagen.
Även sexuella trakasserier rapporteras till officiella myndigheter, däremot finns det inget universiellt definition för dessa situationer vilket gör det svårt att fastsätta mängden fall det rör sig om.
Sexism är något som kan påverka arbetsplatsen för vissa och som även har djupgående konsekvenser för individer och arbetsplatser. Detta resulterar till att hinder skapas som bidrar till en ogynnsam arbetsmiljö. Dessa påverkningar är väl dokumenterade och stöds av källor som Europeiska institutet för jämställdhet och könsbaserat våld (EIGE). Enligt EIGE:s handbok om sexism på arbetsplatsen är de negativa effekterna tydliga och inkluderar en hämmande inverkan på karriärutveckling, upprätthållande av löneklyftor, skapandet av en toxisk arbetskultur och påföljande juridiska risker för organisationer. Källan pratar även om att bekämpa sexism och att detta kräver att organisera policys, främja mångfald och erbjuda utbildning för att höja medvetenheten. EIGE:s handbok har texter som belyser texten, det internationella perspektivet och expertisen som stödjer förståelsen av problemet och dess lösningar. 

## Begreppshistoria

### Föregångare
Redan 1907 använde doktor Käte Schirrmacher begreppet ”Sexualismus” (”sexualism”) om att mannen har uppställts som norm inom språket och i andra sammanhang. Simone de Beauvoir skrev en avhandling om detta fenomen 1949, där hon dock inte använde begreppet ”sexualism” eller ”sexism”.

### Begreppets uppkomst i USA
Begreppet ”sexism” dök för första gången upp på engelska under 1960-talet. Det användes för att beskriva naturalisering av samhälleliga processer (biologism), ett verkningssätt som även begreppet ”rasism” siktade mot. Begreppet sexism anknöt till rasism. Med sexism benämndes inte bara individuella fördomar, utan även institutionaliserad diskriminering. En första vetenskaplig framställning av sexism ägde rum i början av 1970-talet i USA. Under 1970-talet började detta begrepp användas i vetenskapliga läroböcker i USA, medan det i Tyskland fortfarande inte var välbekant och endast användes i feministisk och populärvetenskaplig litteratur.

### 1980-talet: Sexism som förtrycksförhållande
Under 1980-talet blev samspelet med andra förtrycksformer som klassism och rasism starkare betonat i diskussionen kring sexism. I samband med diskussionen om de olika förtrycksförhållandena skildes mellan fördom och förtryck. Inom intersektionalitetsforskning (av intersection: skärning, korsning, genomskärning) idag adderas inte längre endast förtrycksförhållandena, utan det undersöks vilka resultat korsningarna av förtrycksförhållanden som sexism, rasism och så vidare har.